# Jacek Kaczmarek
Jacek Kaczmarek (ur. 8 lipca 1972 w Słupsku) – dziennikarz radiowy i telewizyjny.

## Życiorys
W latach 2001–2004 był korespondentem wojennym Polskiego Radia w Afganistanie i Iraku. Wraz z Marcinem Firlejem napisał książkę "Szum skrzydeł Azraela" (Zysk i S-ka, Poznań 2003). W latach 2005–2006 był szefem redakcji Informacyjnej Agencji Radiowej i wydawcą pasma Polska i Świat w Programie 1. W 2006 roku odszedł z radia i został szefem redakcji programu telewizyjnego Tok2Szok, prowadzonego przez Piotra Najsztuba i Jacka Żakowskiego w TV4. Pracował również w "Wydarzeniach" telewizji Polsat. Obecnie pracuje w TVN.